# Silvestro (fumetto)
Silvestro, inizialmente Bug's Bunny presenta Silvestro, è stata una serie a fumetti pubblicata in Italia dall'editrice Cenisio dal 1962 al 1981; era l'edizione italiana delle serie a fumetti prodotte negli Stati Uniti d'America e incentrate sui personaggi dei cartoni animati dei Looney Tunes.

## Storia editoriale
La testata venne edita in Italia suddivisa in tre serie in formato tascabile per un totale di 366 numeri. La prima serie esordì nel 1962 prendendo il posto di una precedente testata edita dalla Periodici Bunny, Bunny, che venne chiusa a marzo dello stesso anno, e venne edita per 150 numeri fino al 1968, quando venne sostituita da una nuova serie che venne pubblicata per 138 numeri, da gennaio 1969 ad aprile 1975; il mese successivo esordì la terza serie, che sarà edita fino al 1981 per altri 78 numeri. Tutte le tre serie contenevano versioni tradotte di serie americane pubblicate in formato comic books edite negli Stati Uniti d'America della Dell/Western Publishing e incentrate sui personaggi protagonisti dei cartoni animati della Warner Bros. e realizzate da autori come Tony Strobl, Ken Champin, Pete Alvarado, Phil DeLara, John Carey, Fred Abranz, Gil Turner e Vivie Risto oltre ad alcune storie realizzate appositamente in Italia da autori come Antonio Terenghi, Giorgio Rebuffi, Guido Scala, Gino Esposito e Giulio Chierchini. Nell'ultimo anno la testata divenne Le avventure di gatto Silvestro. Dato il diverso formato dell'edizione italiana rispetto a quello americano, le tavole delle storie a fumetti dovettero essere rimontate.
Contemporaneamente alle prime due serie, dal 1963 al 1976 venne edita una testata parallela Bug’s Bunny Presenta Silvestro Albo Gigante che, nello stesso formato dell'edizione americana, e quindi senza bisogno di rimontare le tavole originali, presentava sempre storie a fumetti dei Looney Tunes oltre a qualche storia a fumetti di autori italiani come Gino Esposito o Giorgio Rebuffi.
Dal 1975 al 1989 le storie della serie originale vennero ripresentate in una serie di ristampe, Titì, edita per 173 numeri.